# Distrito de Mayen-Coblenza
El distrito de Mayen-Coblenza es uno de los veinticuatro distritos del estado alemán de Renania-Palatinado. Está ubicado en la zona noreste del estado, a la orilla de los ríos Mosela y Rin.
Tiene una población a finales de 2016 de 212 968 habitantes, una densidad poblacional de 260 hab/km² y una superficie de 817 km². Su capital es la ciudad de Coblenza.